# レオン・シャルル・テブナン
レオン・シャルル・テブナン（Léon Charles Thévenin、フランス語: [tev(ə)nɛ̃]、1857年3月30日 セーヌ＝エ＝マルヌ県 モー (フランス) - 1926年9月21日 パリ）は、フランスの電信技師。オームの法則を複雑な電気回路の解析に拡大した。

## 経歴
フランス、モー出身。1876年にパリのエコール・ポリテクニークに入学した。卒業後の1878年にはCorps des télécommunications（のちにフランスのPostes, Télégraphes et Téléphones (PTT)となる）に入った。そこでは当初長距離の地下電信線の開発に従事した。
1882年にエコール・シュペリウール・ド・テレグラフィ(en:École supérieure de télégraphie)の指導監査官に任命されると、電気回路の測定の問題にますます興味を持つようになった。キルヒホッフの回路法則とオームの法則を研究した結果、有名な定理であるテブナンの定理を開発した。この定理によって複雑な電気回路の電流が計算できるようになり、複雑な回路をテブナン等価回路と呼ばれる単純な回路に省略できるようになった。
また、Bureau des Lignesの長となったのちは、Institut National Agronomiqueで機械工学を教えるなどエコール・シュペリウールの外で他の教科を教えていた。1896年、電信技術学校の校長に任命され、1901年には電信工場の長に任命された。
才能のあるバイオリニストであった。もう1つの好きな趣味は釣りであった。独身であったが、未亡人である母のいとこと彼女の2人の子どもと同居しており、後に2人を養子に迎えている。当時著名な学者に意見を聞いたが、彼の法則が事実と一致しているかどうかは論争になった。パリで死去した。死去する少し前に友人のJ. B. Pomeyがテブナンのもとを訪れ、テブナンは自身の定理が世界中で受け入れられていることを聞き驚いた。1926年、治療のためにパリへ連れていかれた。テブナンは家族を除いて彼と一緒に墓地に行くべきではなく、庭のバラ以外を棺の上においてはいけないという要求を正式に残し、このようにしてモーに埋葬された。模範的な技術者・従業員であり、勤勉で、厳格な道徳感を持ち、原則には厳しく、それでいて心は優しかったと記憶される。